# Триполі (аеропорт)
Міжнародний аеропорт Триполі (IATA: TIP, ICAO: HLLT) — колишній міжнародний аеропорт, побудований для обслуговування Триполі (столиці Лівії). Аеропорт розташований в районі Каср-бін-Гашир, за 24 км на південь від центру Триполі. Раніше він був хабом для Libyan Airlines, Afriqiyah Airways та Buraq Air.
Аеропорт періодично закривається з 2011 року, а з початку 2018 року рейси з/до Триполі виконуються через міжнародний аеропорт Мітіга.
У ході громадянської війни в Лівії 2014 року аеропорт був сильно пошкоджений в битві за аеропорт. Аеропорт знову відкрився для обмеженого комерційного використання у липні 2017 року. Однак у квітні 2019 року повідомлялося, що Мітіга став останнім аеропортом, що діє, у Триполі під час кампанії 2019—2020 років у Західній Лівії. Незабаром було визнано, що правлячий Уряд національної згоди (УНЗ) бомбив аеропорт, щоб відбити його біля Лівійської національної армії (ЛНА). Мітіга незабаром був закритий після бомбардування ЛНА, внаслідок чого аеропорт Місрата, що розташований приблизно за 200 км на схід від узбережжя, став найближчим аеропортом для мешканців Триполі.